# 双鞭藻目
双鞭藻目（学名：Eutreptiida）为眼虫纲的一个目。

## 下级分类
本目包括以下科：
- 变胞藻科 Astasiaceae
- Eutreptiaceae
- 双鞭藻科 Eutreptiidae